# Франко-італійські відносини

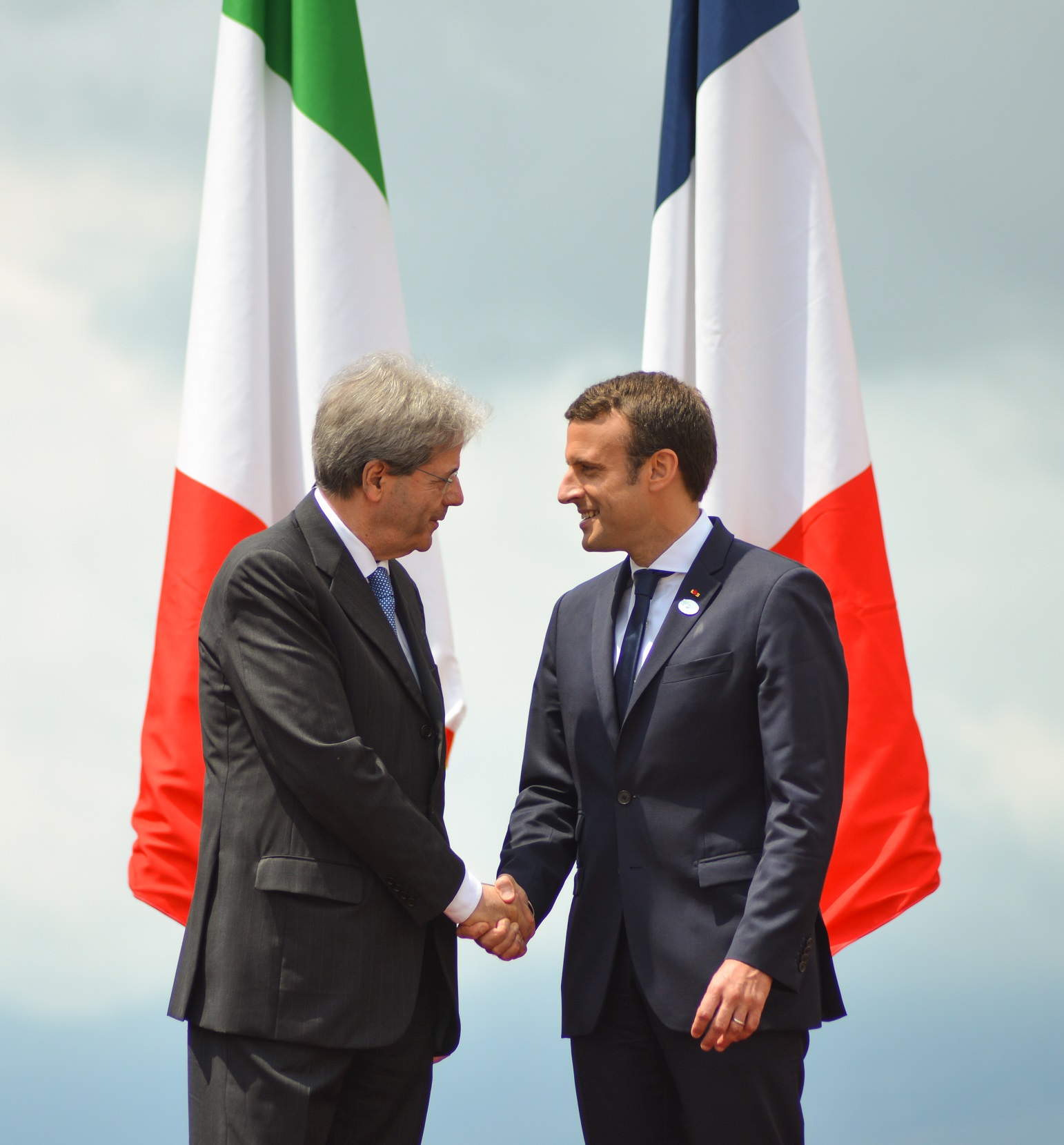
Прем'єр-міністр Італії Паоло Джентілоні та президент Франції Еммануель Макрон, 2017

Відносини Франції та Італії стосуються міжнародних відносин між Французькою Республікою та Італійською Республікою. Відносини відбуваються на дипломатичному, політичному, військовому, економічному та культурному рівні між Францією та Італією, офіційно Італійською Республікою (з 1946), Та її попередниками, Королівством Сардинія (П'ємонт) (1814—1861) та Королівством Італії. (1861—1946).
Франція відігравала головну роль у сприянні об'єднанню Італії, особливо поразкою Австрійської імперії, а також фінансовій підтримці. Вони були суперниками над контролем Тунісу та Північної Африки наприкінці 19 століття. Виграла Франція, що призвело Італію до 1882 р. До Троїстого союзу з Німеччиною та Австро-Угорською імперією. Напруженість була високою у 1880-х, як це виражалось у торговій війні. Франції були потрібні союзники проти Німеччини, тому вона таємно домовлялася про низку домовленостей та договорів з Італією, який до 1902 гарантував, що Італія не підтримає Німеччину у війні.
Коли в 1914 спалахнула Перша світова війна, Італія спочатку була нейтральною, але торгувалася за територіальне загострення. Найкраща пропозиція була зроблена Британією та Францією, які пообіцяли Італії великі плити Австрії та Османської імперії. Обидві країни були серед «Великої четвірки» союзників; проте обурення Італії різницею між обіцянками 1915 р. та реальними результатами Версальського договору 1919 р. буде вагомим фактором піднесення Беніто Муссоліні в 1922.
У міжвоєнну епоху Франція намагалася дружити з Муссоліні, щоб уникнути його підтримки гітлерівської нацистської Німеччини. Це не вдалося, і коли Німеччина перемогла Францію в 1940, Італія також оголосила війну, і їй було надано контроль над окупованою зоною біля спільного кордону. Корсику додали в 1942.
Обидві країни були серед Внутрішньої шестірка, яка заснувала Європейське співтовариство, попередник Європейського Союзу. Вони також є членами G7 та НАТО.

## Історія

### Кордон
Дві країни розділяють 488 км(303 мі) кордону. Кордон був значною мірою визначений у 1860 р. в Туринському договорі з незначними виправленнями, виконаними під час Паризького договору 1947 року. Французьке королівство розділило кордон з Савойським герцогством з моменту приєднання Провансу до Франції при Карлі VIII у 1486 році. ширший французько-італійський прикордонний регіон був частиною Арелатського королівства протягом XI—XIV століття.
Кордон між Францією та Савоєю залишався потоком з часів італійських воєн. На початку сучасного періоду це було зафіксовано в Туринському договорі 1696 року. Після війни за іспанську спадщину Савойський дім здобув великі територіальні надбання, ставши у XVIII столітті центром для подальшого об'єднання Італії. Савоя була окупована революційною Францією з 1792 по 1815 рік. Савоя, поряд з П'ємонтом і Ніццею була в Сардинському королівстві на Віденському конгресі в 1815 році, У 1860 році в відповідно до умов Туринського договору, Савоя і Ніцца була анексована Францією, а Ломбардія передається Італія. Останній герцог Савойський Віктор Еммануїл II став королем об'єднаної Італії .
Кордон між двома країнами не відповідає мовному кордону. Корсика, хоча традиційно є італійськомовною, є частиною Франції, тоді як Валле д'Аоста, хоча традиційно є французькомовною, є частиною Італії.
Залишається територіальна суперечка з приводу територіальної приналежності вершини Монблану, найвищої гори в Західній Європі.

### Вплив імператора Наполеона I
Імператор Наполеон І правив великою частиною Італії (крім Сицилії та Сардинії) 1796—1814 років. Введено ряд основних реформ, які назавжди змінили політичну та правову системи багатьох малих країн на Італійському півострові та допомогли надихнути італійський націоналізм та вимогу об'єднання. Феодальні закони були скасовані, а адміністрація стала предметом експертизи, а не корупції та меценатства. Уряд вже не був заповідником аристократії, а був відкритим для середніх класів та професіоналів. Більшість церковних земель були розпродані, системи багатства. Консерватизм повернувся з Віденським конгресом 1814 р., Але він не зміг ліквідувати Новий дух, запроваджений Наполеоном. Було створено багато таємних товариств для перетворення та об'єднання Італії; антиклерикалізм був важливим новим елементом, що кидає виклик правлінню народу над центральною Італією, а Католицька Церква займає головну роль на всьому півострові. Ідеї свободи призвели до Рісорджименто, який мав наслідки об'єднання, модернізації та моральної реформи.

### Об'єднання Італії
Франція відігравала центральну роль, коли імператор Наполеон III спонсорував об'єднання Італії у 1850-х роках, а потім блокував її, захищаючи папські держави у 1860-х. Наполеон довго був шанувальником Італії і хотів бачити її уніфікованою, хоча це може створити суперницьку владу. Він задумав з Кавуром італійського королівства П'ємонт вигнати Австрію і створив італійську конфедерацію з чотирьох нових держав на чолі з папою. Події 1859 р. Вийшли з-під контролю Наполеона у Другій війні за незалежність Італії . Австрія була швидко переможена, але замість чотирьох нових держав народне повстання нове відчуття італійського націоналізму поєднало всю Італію під П'ємоном. Папа тримався на Римі лише тому, що Наполеон послав війська для його захисту. Французькою нагородою стали графство Ніцца (що включало місто Ніцца та міцну територію Альпів на півночі та сході) та Савойське герцогство. П'ємонт, офіційно відомий як королівство Сардинія, тісно співпрацював з Францією, щоб об'єднати Італію — військово виштовхуючи Австрію, і фінансово надавши понад мільярд золотих франків у 1848-60 роках, що було половиною грошей, необхідних Сардинії. Кавур широко використовував Ротшильдський Банк у Парижі, але також протистояв британським та іншим європейським фінансистам. Він розлютив французьких та італійських католиків, коли папа втратив більшість своїх властей. Тоді Наполеон перевернув себе і розлютив як антиклерикальних лібералів у Франції, так і своїх колишніх італійських союзників, коли захищав папу в Римі. Коли в 1870 р. Настала війна з Пруссією, Франція відкликала свої армії, а новий італійський уряд поглинув папські держави та Рим.

### 1870—1919
Відносини після 1870 р. мали місце епізоди дипломатичної та економічної ворожнечі, що виникли насамперед у змаганні за контроль над Північною Африкою. Канцлер Німеччини Отто фон Бісмарк був занепокоєний французьким реванхізмом — шукаючи помсти за втрату Ельзасу Лотарингії — тому він намагався нейтралізувати це, заохочуючи французьку експансію в Тунісі. Італія, прихильниця імперіалізму, також хотіла Туніс, оскільки там жило багато італійців, і тим більше, що контроль над Тунісом і Сицилією зробить його великою середземноморською державою. Франція була ближчою і мала багато налагоджених ділових операцій. Італія переважала, оскільки Велика Британія та Німеччина підтримували Францію. Французька армія вторглась і захопила Туніс, а італійці були розлючені. Франко-італійські відносини були різко негативними протягом 1880-х років. Наприклад, виникли суперечки щодо тарифів, а торгівля між двома країнами знизилася. Франческо Кріспі, провідний лівий політик, був невпинним у розпалюванні ворожості до Франції.

Військові розстановки 1914 року. Коли почалася війна, Італія оголосила нейтралітет; в 1915 р. він перейшов і приєднався до Потрійної Антанти (тобто союзників).

В дусі помсти проти Франції Італія утворила військовий союз з Німеччиною та Австро-Угорщиною у 1882 р. Троїстий союз . Новий Кайзер Вільгельм II усунув Бісмарка від влади в 1890 році і зайнявся необдуманим дипломатичним авантюризмом у Північній Африці, що порушило Рим та Париж. Рішення Італії полягало в таємному наближенні до Франції, особливо в таємному договорі 1892 р., який фактично анулював італійське членство в Троїстому союзі настільки, що коли-небудь воювало проти Франції. Питання щодо тарифів були вирішені, і в 1900 р. Франція підтримала амбіції Італії зайняти Триполітанію (сучасна Лівія), а Італія визнала перевагу французів у Марокко. У 1902 р. Обидві сторони дійшли розуміння, що незалежно від відновлення італійського членства в Потрійному союзі, Італія не піде на війну з Францією.
Усі угоди були секретними, і Берлін та Відень не зрозуміли, що втратили союзника. Як наслідок, коли в липні 1914 р. вибухнула Перша світова війна, Італія оголосила, що Троїстий Союз не застосовується, оголосив себе нейтральним та домовився про кращу доступну угоду. Велика Британія та Франція вважали, що італійська військова чисельність буде перевагою, і запропонували Італії великі ділянки території від Австрії та Османської імперії. Італія охоче приєдналася до союзників на початку 1915 р. і виявила серйозний тягар. Обидві країни були серед " Великої четвірки ". Італія брала участь у Другій битві під Марною та наступній Стоденному наступі на Західному фронті, а Франція брала участь у битві на річці П'яве та битві під Вітторіо Венето на італійському фронті . Реакція в Італії на різницю між обіцянками 1915 р. Та фактичними результатами Версальського договору 1919 р. був вкрай негативною; сильне невдоволення, мобілізоване ветеранами, призвело до поглинання фашистами італійського уряду на чолі з Беніто Муссоліні .

### 1919—1945
Італія вимагала і отримала паритет з ВМС Франції та умови лінкорів на Вашингтонській конференції 1922 року. Туніс залишався болючим пунктом, оскільки там була велика італійська колонія. Франція вважала себе захисницею незалежної держави Ефіопії, якої довго хотіла Італія. Однак італійська армія сильно зазнала поразку в Адові в 1896 році, тому до 1935 року Італія зосередилася на своїх колоніях в Еритреї та італійському Сомаліленді. У європейських справах Муссоліні запропонував, щоб чотири держави, Велика Британія, Франція, Італія та Німеччина співпрацювали, щоб домінувати над європейськими справами. Франція відкинула цю ідею, і Пакт чотирьох держав, підписаний у липні 1933 р., Був розпливчастим і ніколи не був ратифікований чотирма державами. Після 1933 року Франція намагалася дружити з Муссоліні, щоб уникнути його підтримки гітлерівської нацистської Німеччини.

#### Ефіопія
Коли Італія вторглась в Ефіопію в 1935 році, Ліга Націй засудила акцію і наклала нафтовий бойкот на Італію. Міністр закордонних справ Великої Британії Самуель Хоаре та прем'єр-міністр Франції П'єр Лаваль запропонували компроміс, задовільний для Італії за рахунок Ефіопії, Пакт Хоара-Лаваль . Вони обидва були підірвані вдома за вмиротворення Італії. Ключовою фразою у Британії було: «Більше не Хоарес до Парижа!» і обидва втратили свої високі посади.

#### Вимоги Італії в 1938 році
У вересні 1938 р. У Мюнхенській угоді Британія та Франція використали умиротворення для задоволення командуванням Гітлера командуванням німецькомовної частини Чехословаччини. Італія підтримувала Німеччину, а тепер намагалася отримати власні поступки від Франції. Муссоліні вимагав: вільного порту в Джибуті, контролю над залізницею Аддіс-Абеба-Джибуті, участі Італії в управлінні компанії « Суецький канал», певної форми французько-італійського кондомініуму над Тунісом, а також збереження італійської культури на Корсиці з французькою мовою немає французької асиміляції народу. Італія виступила проти французької монополії над Суецьким каналом, оскільки під владою французької компанії «Суецький канал» весь італійський торговий трафік до його колонії італійської Східної Африки був змушений платити за проїзд у канал. Франція відхилила вимоги. Париж підозрював, що справжніми намірами Італії були територіальні придбання Ніцци, Корсики, Тунісу та Джибуті. Франція також розпочала загрожуючі військово-морські маневри як попередження для Італії. Коли напруга між Італією та Францією наростала, 30 січня 1939 року Гітлер виголосив основну промову, в якій пообіцяв німецькій військовій підтримці у випадку незакликаної війни проти Італії.

#### Друга Світова війна
Коли Німеччина була на межі перемоги над Францією в 1940 році, Італія також оголосила війну і вторглася на південь Франції . Італія отримала контроль над окупаційною зоною біля спільного кордону. Корсику додали в 1942 році. Режим Віші, що контролював південь Франції, був доброзичливим до Італії, прагнучи поступок такого роду, як Німеччина ніколи не піде у своїй окупаційній зоні.

### 1945—2008
Обидві країни були серед Внутрішньої шістки, яка заснувала Європейське співтовариство, яке було попередником ЄС. Вони також є членами G7 / G8 та НАТО . Маючи потужну Комуністичну партію в парламенті та сильні нейтральні елементи серед народу, Італія спочатку вагалася вступити до НАТО. Велика Британія була проти членства Італії. Так само і спочатку була Франція, але вона почала розуміти, що безпека Франції залежить від неприязні середземноморського регіону. Таким чином Париж став прихильником. Бажаючи тісніших зв'язків із США, Італія приєдналася, але уникала глибокої участі у військовому плануванні.
У 60-х роках Франція Шарль де Голль був лідером у розробці зовнішньої політики, що дозволить мінімізувати роль Британії та США, намагаючись створити незалежну європейську базу. Офіційно не відмовляючись від НАТО, де Голль витягнув Францію з її основної діяльності. Італія взагалі неохоче йшла за Францією і наполягала на важливості сильного Європейського Союзу, який включав Британію.

### З 2018 року
Історично міцні відносини між Францією та Італією значно погіршилися після формування в Італії урядової коаліції, що включає Рух п'яти зірок та Лігу . Суперечки між країнами включали імміграцію, бюджетні обмеження, Другу громадянську війну Лівії, франк КФА та підтримку італійських рухів у Франції.
У червні 2018 року президент Франції Еммануель Макрон звинуватив Італію у «цинізмі та безвідповідальності» за відвернення міграційного рятувального корабля « Водолій Дігнітус» . Уряд Італії викликав у відповідь посла Франції, італійський прем'єр-міністр Джузеппе Конте описав зауваження Макрона як «лицемірні».
У вересні 2018 року віце-прем'єр-міністр Італії Маттео Сальвіні засудив зовнішню політику Франції в Лівії, включаючи її прихильність до військової інтервенції в Лівії 2011 року та дії під час Другої громадянської війни Лівії, звинувативши Францію в "небезпеці Північної Африки та, як результат, Європи загалом «за» економічні мотиви та егоїстичний національний інтерес ".
9 жовтня 2018 року прем'єр-міністр Франції Едуар Філіпп звинуватив Сальвіні у «позі» на імміграцію та закликав Італію до координації з іншими європейськими країнами до зустрічі двох чоловіків. Одразу після зустрічі Сальвіні похвалив лідера французької опозиційної партії Національне ралі, зазначивши, що він відчуває себе "ближчим до поглядів Марін Ле Пен ".
21 жовтня 2018 року Сальвіні звинуватив Францію у «скиданні мігрантів» на італійську землю.
7 січня 2019 року обидва віце-прем'єр-міністра Італії Сальвіні та Луїджі Ді Майо оголосили про підтримку руху жовтих жилетів у Франції, який брав участь у широкомасштабних акціях протесту проти уряду Франції.
У січні 2019 року Ді Майо звинуватив Францію у спричиненні міграційної кризи тим, що «ніколи не припиняв колонізувати Африку» через Франк КФА . Франція у відповідь викликала італійського посла. Згодом Сальвіні підтримав Ді Майо, звинувативши Францію в одній із людей, які «крадуть багатства» з Африки, і додав, що Франція «не має інтересу до стабілізації ситуації» в Лівії через її нафтові інтереси.
5 лютого 2019 року Ді Майо зустрівся з лідерами французького руху жовтих жилетів, сказавши, що «Вітер змін перейшов Альпи».
7 лютого 2019 року Франція відкликала свого посла з Риму, щоб протестувати проти італійської критики французької політики, яку вона назвала «неодноразовими звинуваченнями, необґрунтованими нападами та шахрайськими заявами», які були "безпрецедентними з кінця війни ".

## Економіка
Франція є другим за величиною торговим партнером Італії і, симетрично, Італія також є другим за величиною торговим партнером Франції.

## Міжкультурні впливи

### Італійська культура у Франції
Італійське Відродження мало великий вплив на Францію протягом 16 століття.
Дві королеви Франції Катерина Медічі та Марія де Медічі та головний міністр Франції Джуліо Мацаріно були італійцями.
Будинок Бонапарта простежує своє коріння в Італії, саме в Сан-Мініато, розташованому в районі Тоскани .
Багато італійських художників 19-го і 20-го століття (Джузеппе Де Ніттіс, Болдіні, Джино Северині, Амедео Модільяні, Джорджіо де Кіріко) вирушили до Франції на роботу, в той час, коли Париж був міжнародною столицею мистецтв.
Багато італійців іммігрували до Франції протягом першої частини 20 століття: у 1911 р. 36 % іноземців, які проживали у Франції, були італійцями. Іммігранти коли — то страждали насильницький анти-Italianism як fr (Марсельські веспери) у червні 1881 р. або різанина в місті Ег-Морт 17 серпня 1893 р. Сьогодні, за підрахунками, цілих 5 мільйонів французьких громадян мають італійське походження ще три покоління.
Нині у Франції проживає 340 000 громадян Італії а 130 000 громадян Франції проживають в Італії. У французькому департаменті Альп-Приморських принаймні 80 % населення можуть простежити частину свого роду до Італії, а 40 % — претендувати на нього, що рідною мовою 30 % населення є лише італійська, а італійська .

### Французька культура в Італії
Нормандські та ангевінські династії, які правили Сицилійським та Неапольським королівствами в середні віки, походили з Франції. Нормани запровадили характерне романське мистецтво та замкову архітектуру, привезені з Північної Франції. Наприкінці 13 століття Ангевін запровадив у Неаполі готичне мистецтво, породивши своєрідний стиль готичної архітектури, натхненний південною французькою готикою.
Провансальські письменники та трубадури 12 та 13 століття мали важливий вплив на рух Dolce Stil Novo та на Данте Аліг'єрі .
Регіон долини Аоста на північному заході Італії є культурно французьким   і французька мова визнана там офіційною мовою.
Протягом 17-18 століття багато французьких художників жили і працювали в Італії, особливо в Римі, який був міжнародною столицею мистецтв. До них належать Саймон Вует, Валентин де Булон, Ніколя Пуссен, Клод Лорейн та П'єр Сублірас .
У Віллі Медічі в Римі приймає Французьку академію в Римі . Академія була заснована в 1666 році Людовіка XIV для підготовки французьких художників (живописців, скульпторів, архітекторів) та ознайомлення їх з римським та італійським мистецтвом ренесансу. Сьогодні Академія відповідає за пропаганду французької культури в Італії.
З 1734 по 1861 рр. Неаполітанське та Сицилійське королівство перебувало під пануванням іспанської гілки династії Бурбонів, що походить з Франції. Карл III, король Неаполя був онуком Людовика, Дофіном де Франсом, сином Людовіка XIV .
В епоху Наполеона велика частина Італії перебувала під французьким контролем, а частина була приєднана до Першої французької імперії . Неаполітанським королівством керував Йосип Бонапарт, брат Наполеона Бонапарта, а потім Маршалл Йоахім Мурат: федералізм було скасовано за правилом Джозефа Бонапарта в 1806 році.
Савойська династія, що правила у П'ємонті та Сардинії і відповідала за об'єднання Італії в 1861 році, має французьке походження, походить із франкомовного регіону Савоя, у західних Альпах.

## Установи
І Франція, і Італія є членами Європейського Союзу- засновниками та прийняли євро від його введення.
З 1982 року щорічний саміт формалізував французько-італійське співробітництво. Перший відбувся у Віллі Мадама .

## Військові

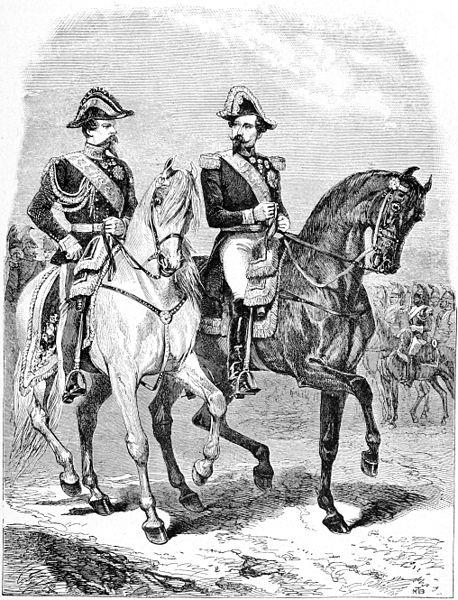
Віктор Еммануїл II та Наполеон III

Прем'єр-міністр Королівства Сардинія Камілло Бенсо зміг прийняти Наполеона III після своєї справи у справі Орсіні під час об'єднання Італії: Французька армія була об'єднана з Італією Віктором Еммануелем II під час Другої війни за незалежність Італії та розгромила австрійців в битві при Магенті та битві при Солферіно . Після цього Франція виступила проти Італії під час захоплення Риму (але не зробила нічого, щоб запобігти цьому), що означало кінець папської тимчасової влади .
Після Першої світової війни уряди двох країн були обома серед великих чотирьох, які розгромили Центральні держави .
Останнім військовим конфліктом була Друга битва за Альпи у квітні 1945 року.

## Спорт
- Футбольне суперництво Франція-Італія — одне з найвідоміших спортивних змагань у всьому світі.
- Трофей Джузеппе Гарібальді є трофеєм для переможця матчу Шостих Націй між Францією та Італією в регбі-союзі .